# Alberto del Solar (actor)
Alberto del Solar (Buenos Aires, Argentina, ¿? - ibídem, 13 de mayo de 1986) fue un modisto de alta costura y actor de cine, teatro y televisión argentino.

## Carrera
Alberto Francisco Bongiorno, cuyo nombre artístico fue Alberto del Solar, fue una prometedora estrella de la Época de Oro del cine argentino, donde se lució en roles de reparto junto a primeras figuras del momento como Mercedes Carné, Ricardo Passano, Nelly Darén, Libertad Leblanc, Homero Cárpena, entre otros.
Trabajó en Teatro del Barrio junto al entonces actor y director Elio Eramy. También trabajó para la compañía de Jerónimo Podestá.
En televisión se lució en varias presentaciones en el ciclo Teatro como en el teatro en 1963.
En radio trabajó en un elenco junto a Rolando Cháves y Pedro Laxalt en los estudios de L.S.& en Córdoba 1580. Integró la compañía radioteatral encabezada por la primera actriz Julia Giusti, en la que también estaba el autor y actor Osvaldo Médici.
También se desempeñó como modisto de alta costura. 

## Filmografía
- 1948: Su íntimo secreto.
- 1950: Bólidos de acero.
- 1972: Olga, la hija de aquella princesa rusa.[5]